# Mikojan-Gurewitsch

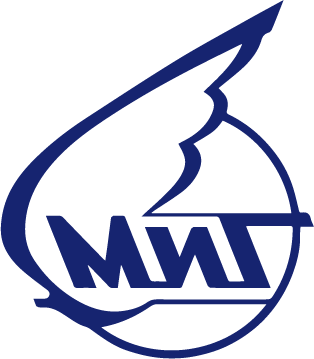
MiG-Logo

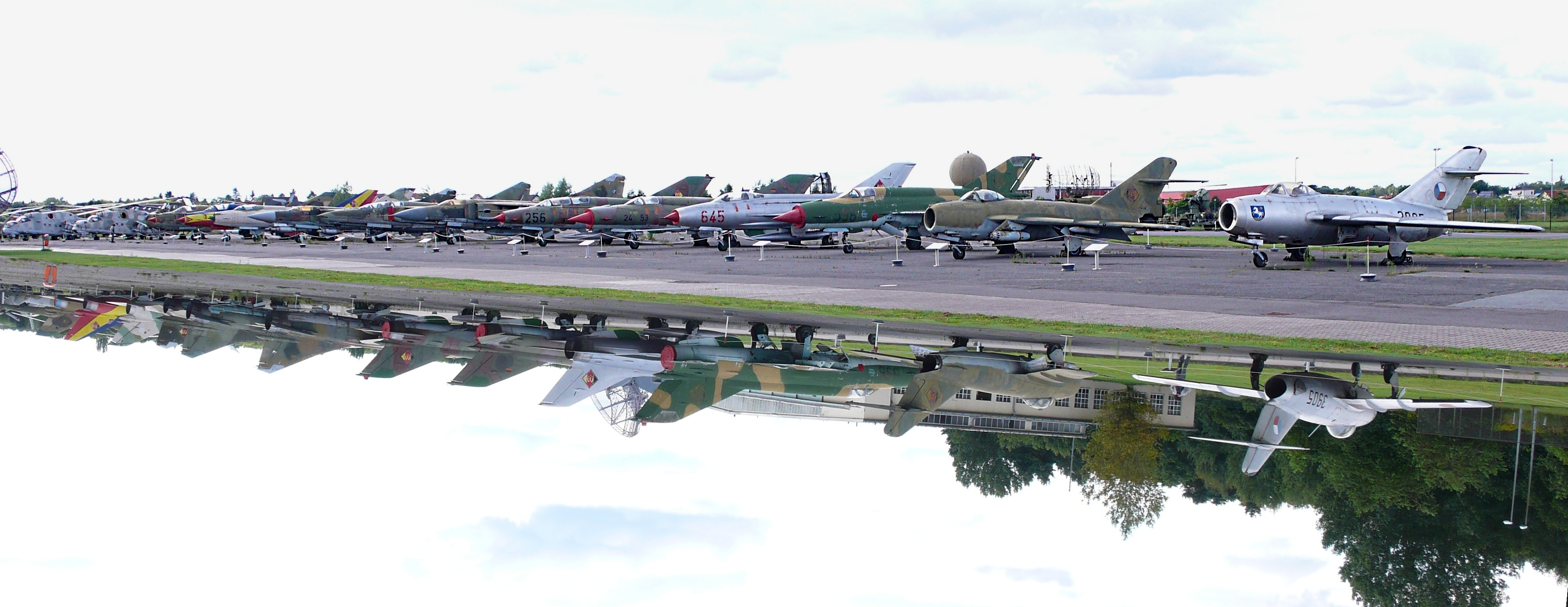
MiG-Militärflugzeuge

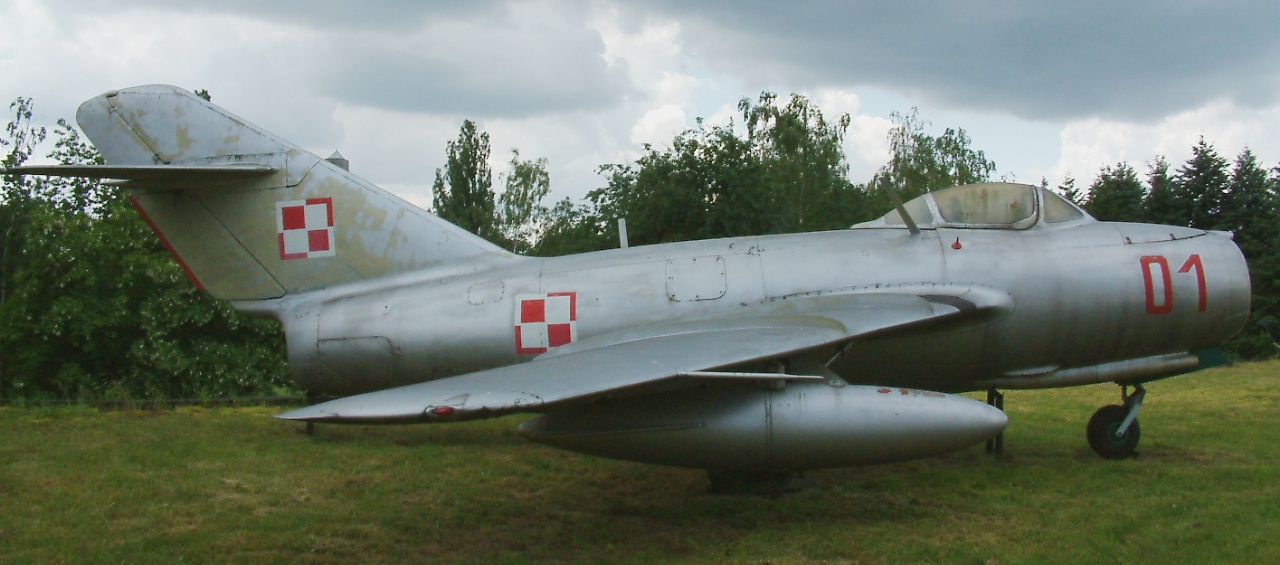
MiG-15

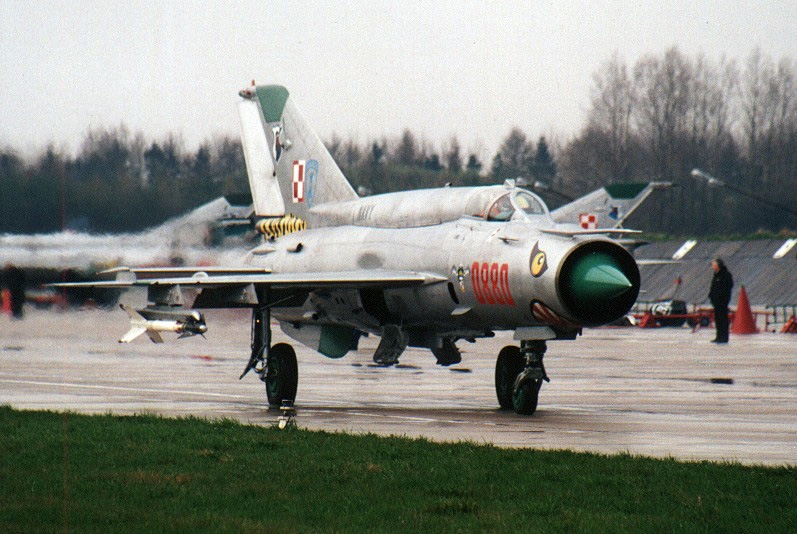
MiG-21

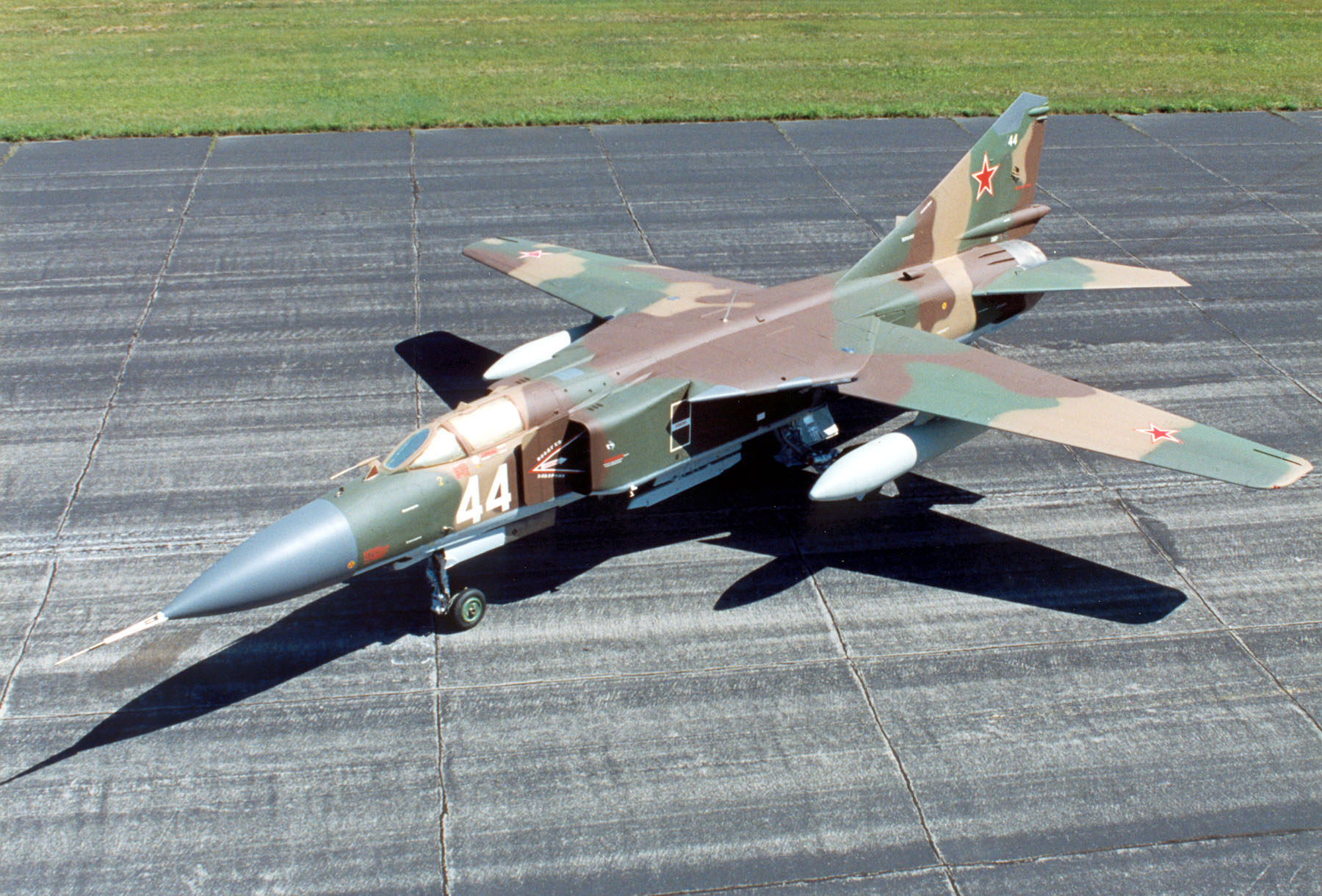
MiG-23

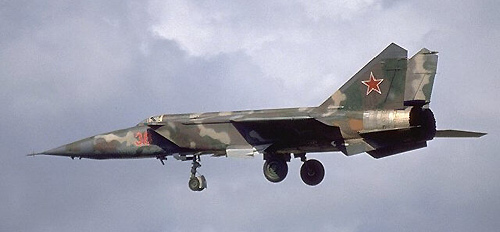
MiG-25

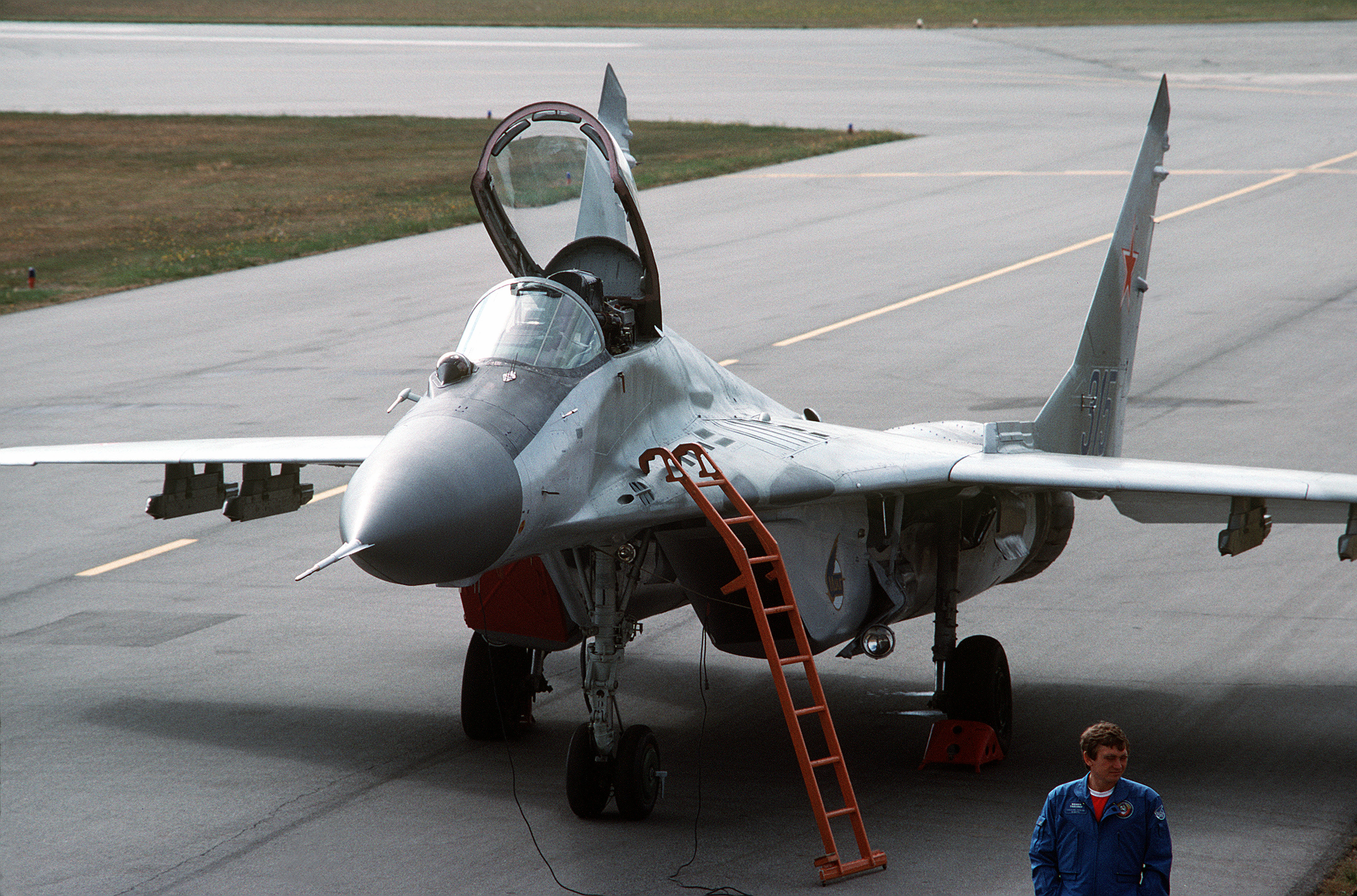
MiG-29

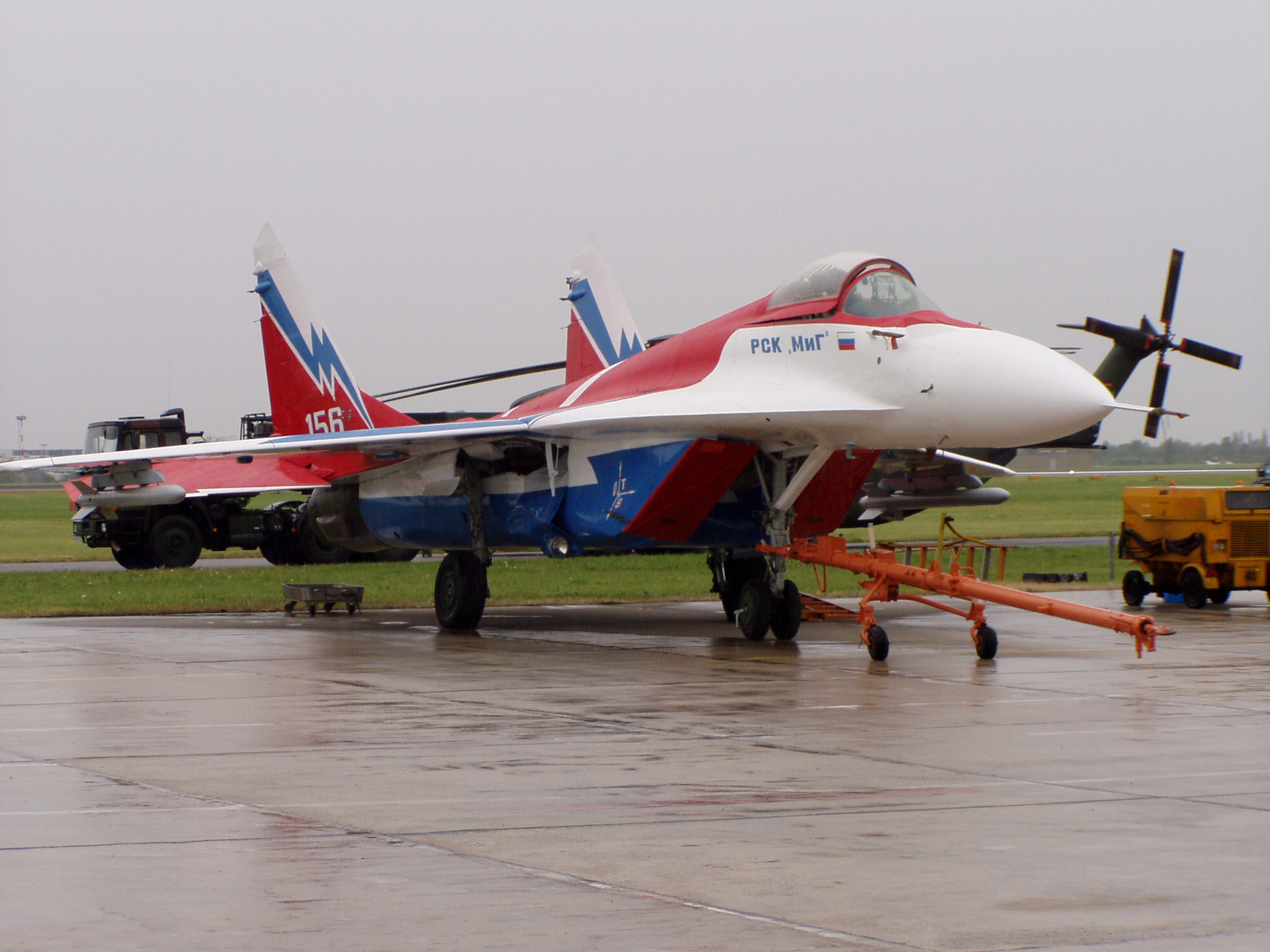
MiG-29OWT

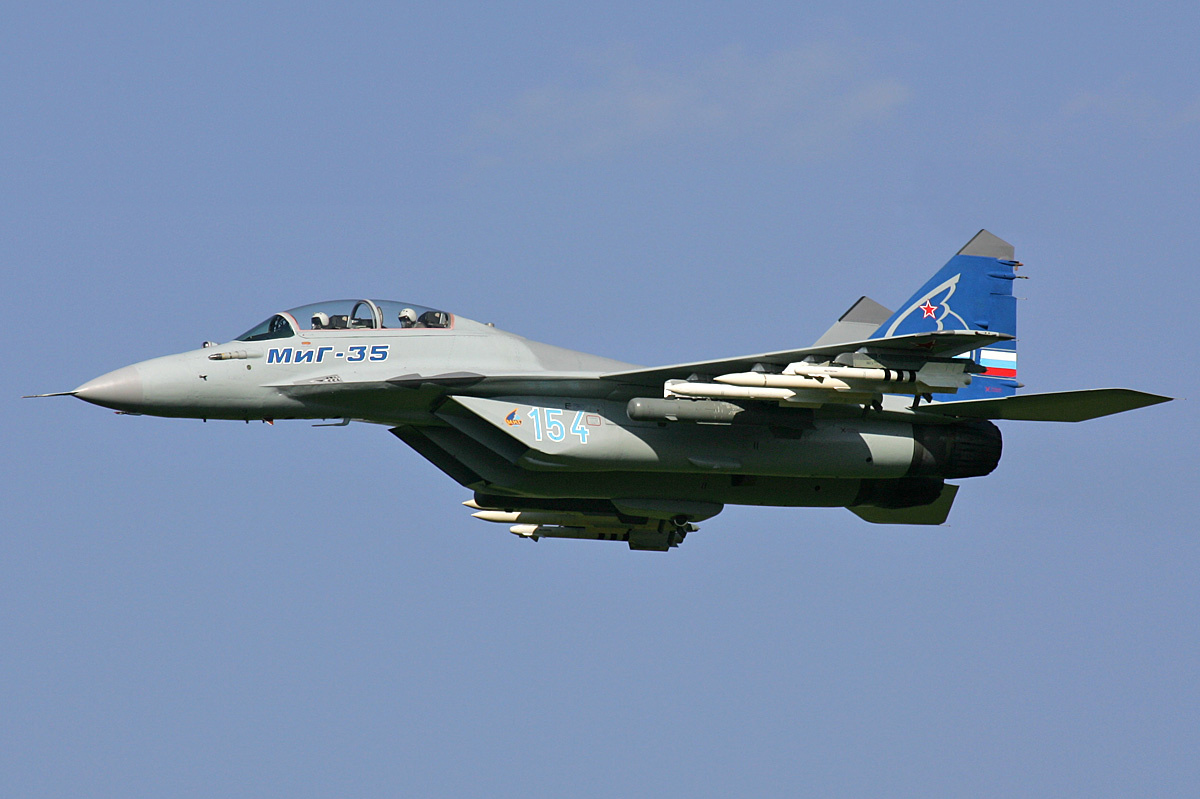
MiG-35

Mikojan-Gurewitsch (russisch Микоян и Гуревич (МиГ, MiG), heute Rossiskaja samoljotostroitjelnaja korporazija (RSK) „MiG“, deutsch Russische Flugzeugbaugesellschaft MiG, russisch Российская самолётостроительная корпорация „МиГ“) ist ein russischer, ehemals sowjetischer Militärflugzeughersteller. Das Unternehmen ist spezialisiert auf die Entwicklung und Produktion von Jagdflugzeugen.

## Name und Geschichte
Mikojan-Gurewitsch entstand ursprünglich als Entwicklungsabteilung innerhalb des Konstruktionsbüros von Nikolai Polikarpow in den späten 1930er Jahren. Am 25. Dezember 1939 wurde sie per Regierungsdekret ausgegliedert und unter der Leitung des Armeniers Artjom Mikojan und des Ukrainers Michail Gurewitsch und der Bezeichnung OKO-1 in Räumlichkeiten in der Moskauer Flugzeugfabrik Nr. 1 untergebracht.
Die Serienproduktion des ersten Flugzeugs, der MiG-1, begann 1941 und wurde noch im Oktober selben Jahres wegen der Bedrohung Moskaus durch die deutschen Truppen nach Kuibyschew (heute Samara) verlegt. Im März 1942 wurde das Konstruktionsbüro von der Fabrik abgetrennt und wieder zurück nach Moskau verlagert. Zugleich erhielt es die Bezeichnung OKB-155 (Experimental-Konstruktionsbüro) MiG. Das Kürzel MiG bedeutet „Mikojan und Gurewitsch“, wobei das mittlere i das russische Wort für „und“ ist. Gleichzeitig handelt es sich bei dem Akronym MiG auch um ein Wortspiel – das russische Wort für Augenblick oder Moment.
Während des Zweiten Weltkrieges und danach wurden zehntausende MiG-Militärflugzeuge produziert.
Seit Ende 2006 gehört das Unternehmen zum neu gegründeten russischen Luftfahrtkonsortium OAK.

## Wichtige Flugzeugtypen
- MiG-1, 1940, erstes MiG-Serienflugzeug, Höhenjagdflugzeug
- MiG-3, 1941, Höhenjagdflugzeug, im Zweiten Weltkrieg im Einsatz bei der Luftverteidigung
- MiG-9, 1946, entwickelt aus dem Prototyp MiG I-300 war dies der erste Serienjet von MiG
- MiG-15, 1948, Jagdflugzeug, im Koreakrieg u. a. gegen die F-86 Sabre eingesetzt (Stückzahl: ca. 18.000)
- MiG-17, 1952, Weiterentwicklung der MiG-15, Einsatz im Vietnamkrieg
- MiG-19, 1956, das erste in Massen produzierte Überschallflugzeug von MiG
- MiG-21, 1959, massenweise produziertes Jagdflugzeug (Stückzahl: 10.352)
- MiG-23, 1969, Schwenkflügler
- MiG-25, 1966, ein Mach 3 schneller Abfangjäger/Aufklärer
- MiG-27, 1973, ein Flugzeug für Bodenangriffe, entwickelt aus der MiG-23
- MiG-29, 1983, die deutsche Bundesluftwaffe übernahm nach 1990 zwei Staffeln von der NVA
- MiG-31, 1979, Weiterentwicklung der MiG-25
- MiG-35, 1995, Weiterentwicklung der MiG-29M

## Prototypen/Kleinstserien
- MiG-5 (DIS-200), zweimotoriges, schweres Jagdflugzeug von 1941/42
- I-211 (I-210 / MiG-9M-82), 1941, erster Versuch von MiG, einen Sternmotor zu verwenden. 5 Exemplare
- I-230 (I-231), 1942, Kolbenmotorjäger
- A-Projektreihe (I-220 (A) / I-221 (2A) / I-222 (3A) / I-224 (4A) / I-225 (5A), Kolbenmotorjäger, 1943/44/45
- MiG-8 Utka (Ente), Entenflugzeug von 1945
- MiG-13, 1945, auch MiG I-250(N), Jäger mit Mischantrieb nur ca. 50 Exemplare wurden gebaut
- I-270, Raketenflugzeug, 1947
- I-320, Abfangjäger, 1949
- Je-8, Jagdflugzeug-Prototyp, 1962
- Je-166, Versuchsjäger, 1959
- Je-266 Rekordflugzeug, 1963
- MiG-105 Prototyp eines Raumgleiters, 1965
- MiG-33, nicht realisiertes Projekt einer einmotorigen MiG-29 aus den 1980ern
- MiG 1.44, 2000, inzwischen eingestelltes Projekt eines Luftüberlegenheitsjägers
- MiG-LMFS, in der Entwicklung befindliches Projekt eines leichten Mehrzweck-Frontflugzeug
- MiG-Skat, in der Entwicklung befindliches UAV
- MiG-41, in der Entwicklung befindliches Projekt eines Abfangjägers

Die Typenbezeichnung MiG wird typischerweise nur für in den Truppendienst übernommene Serienmaschinen verwendet. Die Bezeichnung der Prototypen oder Testmaschinen (I-, E- usw.) ist nicht einheitlich geregelt.
Zur Typenbezeichnung von Jagdflugzeugen/Jagdbombern werden im sowjetischen/russischen Flugzeugbau typischerweise ungerade Zahlen verwendet, gerade Zahlen sind für Bomber/Transportflugzeuge reserviert.

## Fiktive MiG-Konstruktionen
- Die „MiG-28“ ist ein fiktives Flugzeug, das im Film Top Gun eine Rolle spielt. Für die Filmarbeiten wurden verkleidete F-5 Tiger II verwendet. Die Bezeichnung fand noch begrenzt weitere Verbreitung in Büchern und weiteren Filmen.
- Die „MiG-31“ mit dem ebenfalls fiktiven NATO-Code Firefox spielt im Film und Buch „Firefox“ bzw. „Firefox Down“ mit Clint Eastwood eine wesentliche Rolle. Zum Zeitpunkt der Truppenerprobungen der realen MiG-31 wird das fiktive Gegenstück, ein neu konstruierter, überlegener sowjetischer Flugzeugtyp mit der Geschwindigkeit einer SR-71 und den Stealth-Eigenschaften einer damals unbekannten F-117 Nighthawk im Handstreich durch amerikanische Kräfte entführt. Die im Film verwendeten Modelle und Attrappen haben kein reales Vorbild, vier Lufteinläufe, Entenflügel und ein weit vorne liegendes keilförmiges Cockpit sorgen für ein eher aggressives Aussehen. Sprachgesteuerte Raketen, ECM und vermutete Supercruise-Fähigkeiten zählen noch zu den realistischeren Vorhersagen.
- Ebenfalls reine Fiktion ist ein sowjetischer Stealthbomber mit der Bezeichnung „MiG-37B“ bzw. dem angeblichen NATO-Code Ferret-E, den es als Modellbausatz von Italeri gab. Als fiktives amerikanisches Gegenstück diente die „F-19“ desselben Herstellers. Da die reale F-117 in den 1980er Jahren noch der Geheimhaltung unterlag, könnten gezielte Desinformationen der US-Luftwaffe sowie Gerüchte die Modellbauer beflügelt haben – eine große Ähnlichkeit wurde scheinbar und inoffiziell auch in der Werbung und Presse bestätigt. Die Modelle wurden mit geringen Variationen von verschiedenen Herstellern wie Revell und Testors wieder aufgelegt. Für die F-19 existiert zumindest ein gleichnamiges Computerspiel aus den Jahren 1987/88/90 von MicroProse für verschiedene Heimcomputertypen. Der Flugzeugtyp findet sich in ähnlicher Konfiguration oder mit abweichenden technischen Kenndaten häufiger in Büchern. Modelle mit vergleichbarer Stealth-Fiktion von Monogram und Arii haben abweichende Form und eher fantastischen Charakter, zudem sind sie weniger bekannt.
- Eine fiktive „MiG 242“ wird in der ersten Episode der Science-Fiction-Fernsehserie der Andersons, Joe 90, durch Agent „Joe 90“ in Moskau entführt.